# Progress (Trace)
Progress (17.11.1973) is een nummer van de Nederlandse muziekgroep Trace.
Toetsenist Rick van der Linden schreef voor het album Trace een twaalf minuten durend instrumentaal nummer getiteld Progression. De pers zat echter al wat langer te wachten op de groots aangekondigde band. Philips Records besloot daarop een promotiesingle uit te geven met een samenvatting van dat nummer, waarbij het werd ingekort tot vier minuten en ook de titel werd ingekort tot Progress.
Beide kanten van de single waren gevuld met instrumentale muziek. Op de B-kant werden drie tracks gezet onder de titels Tabu (1:22), Synthi (Van der Linden, 1:16) en opnieuw Tabu (1:35). Tabu (1934) van Margarita Lecuona was bij jazzliefhebbers en Van der Linden enigszins bekend in de uitvoering (1963) van trompettist Dizzy Gillespie.
De nummers van de single werden niet meegeperst op de originele elpee, maar wel bij heruitgaven.
Voor zover bekend werd de single alleen ter promotie geperst, en niet via de winkels verspreid; het label vermeldde Promotionsingle - not for sale. Musea Records, die in 1994 een heruitgave van het album verzorgde geeft desondanks aan dat de “persontvangst goed was en dat redelijk verkoopcijfers werden gehaald”. Echter noch de Nederlandse Top 40 noch de Hilversum 3 Top 30 (voorloper van Single Top 100) kent een hitnotering van het nummer.